# Andrzej Panasiuk
Andrzej Panasiuk (ur. 10 października 1968 w Hajnówce) – polski prawnik, historyk, menedżer i nauczyciel akademicki. W latach 2007–2009 podsekretarz stanu w Ministerstwie Infrastruktury. Profesor nauk społecznych, profesor Uniwersytetu w Białymstoku, rektor Państwowej Wyższej Szkoły Zawodowej im. Witelona w Legnicy w kadencji 2020–2024.

## Życiorys

### Wykształcenie i działalność naukowa
Absolwent Uniwersytetu Warszawskiego, na którym uzyskał tytuły zawodowe magistra historii oraz prawa. W 1998 obronił na Wydziale Prawa Uniwersytetu w Białymstoku pracę doktorską w zakresie nauk prawnych pt. Kontyngenty w obrocie towarowym z zagranicą. W 2008 na tej uczelni uzyskał stopień doktora habilitowanego na podstawie rozprawy zatytułowanej Publicznoprawne ograniczenia przy udzielaniu zamówień publicznych. W 2021 otrzymał tytuł profesora nauk społecznych. Był wykładowcą w Szkole Głównej Handlowej w Warszawie na Podyplomowym Studium „Zamówienia Publiczne” oraz ekspertem grupy roboczej ds. międzynarodowego prawa handlowego przy ONZ. Został profesorem w Katedrze Prawa i Postępowania Administracyjnego Uniwersytetu w Białymstoku.
W maju 2020 wybrany na rektora Państwowej Wyższej Szkoły Zawodowej im. Witelona w Legnicy (z kadencją od 1 września 2020).

### Działalność zawodowa
Pracował m.in. jako referent prawny w Ministerstwie Współpracy Gospodarczej z Zagranicą oraz jako inspektor kontroli państwowej w Najwyższej Izbie Kontroli. W latach 1998–2002 pełnił funkcję dyrektora Departamentu Prawnego w Urzędzie Zamówień Publicznych, a od 1999 był także wiceprzewodniczącym Komisji Orzekającej w Sprawie Naruszenia Dyscypliny Finansowej przy Szefie Kancelarii Prezesa Rady Ministrów. W latach 2002–2006 zajmował stanowisko wicedyrektora Departamentu Gospodarczego w Najwyższej Izbie Kontroli. Od 1 marca 2006 do 3 grudnia 2007 był wiceprezesem UZP. Od 4 grudnia 2007 do 4 lutego 2009 pełnił funkcję podsekretarza stanu ds. poczty i telekomunikacji w Ministerstwie Infrastruktury. Od 6 lutego 2009 do 16 grudnia 2009 pełnił funkcję członka zarządu PKP S.A. Do 15 czerwca 2012 był prezesem zarządu spółki Telekomunikacja Kolejowa, która w 2010 zmieniła nazwę na TK Telekom. Później zatrudniony w Najwyższej Izbie Kontroli jako dyrektor delegatury w Warszawie.

## Odznaczenia
W 2019 odznaczony Srebrnym Krzyżem Zasługi.